# Tulipa wendelboi
Tulipa wendelboi là một loài thực vật có hoa trong họ Liliaceae. Loài này được Matin & Iranshahr miêu tả khoa học đầu tiên năm 1998.